# 裕廊山站
裕廊山地铁站（英語：Jurong Hill MRT Station，代號JS11）是新加坡地鐵裕廊區域線上的車站，位于新加坡本岛文禮规划区。车站预计将于2029年启用。